# کیومرث میرزا
کیومرث میرزا (۱۲۲۴–۱۲۸۹ هجری قمری) شاهزاده قاجار و فرزند فتحعلی‌شاه قاجار بود. او ابتدا ابوالملوک لقب داشت و سپس ملقب به مُلک‌آرا شد.